# Os Cariocas
Os Cariocas est un groupe vocal brésilien de Música popular brasileira (MPB), actif depuis 1942. À la fin des années 1950, le groupe rejoint le mouvement naissant de la bossa nova et contribue à sa popularisation.

## Histoire
Le groupe est né dans le quartier de Tijuca à Rio de Janeiro en 1942 sous l'impulsion d'Ismael Netto. Celui-ci a réuni autour de lui son frère Severino Filho et trois amis, Ari Mesquita, Salvador et Tarqüínio. Au départ, le groupe s'est limité à se produire lors de fêtes et de spectacles scolaires. Après quelques années, le quintette se réorganise : à Ismael Netto (voix et guitare) et à Severino Filho (deuxième voix et percussions) s'ajoutent Emmanoel Furtado, surnommé Badeco (troisième voix et guitare), Jorge Quartarone surnommé Quartera (quatrième voix et percussions), et Waldir Viviani (cinquième voix et percussions). Os Cariocas ont été influencés par les groupes Quatro Ases e Um Coringa, Bando da Lua et Anjos do Inferno, mais contrairement à eux, leurs arrangements harmoniques comprennent jusqu'à quatre ou cinq voix.
En 1945, Os Cariocas font leurs débuts dans un programme de radio-crochet, Papel carbono, atteignant la deuxième place dès leur première tentative; ils sont apparus deux fois par la suite dans ce programme et ont pris la première place dans les deux cas. En 1946, ils poursuivent leur carrière radiophonique dans les émissions Um milhão de melodias, Canção romântica et Quando canta o Brasil. En même temps, ils enregistrent leur premier 78 tours, contenant les chansons Adeus America et Nova ilusão, qui ont été suivis par d'autres enregistrements, dont l'un, O último beijo, est choisi comme chanson thème pour le programme Discos impossiveis. La mort soudaine d'Ismael Netto en 1956 conduit à l'entrée dans le groupe d'Hortensia Silva, sœur de Severino Filho, pour le remplacer. L'année suivante, en hommage à Ismael Netto, Os Cariocas enregistrent l'album Os Cariocas A Ismael Netto. En 1958, le groupe participe au lancement de la bossa nova en enregistrant Chega de saudade de Tom Jobim et Vinícius de Moraes, avec la présence de João Gilberto à la guitare. La formation devient un quatuor quand, en 1959, Hortensia Silva décide de quitter le groupe et n'est pas remplacée.
En 1962, Os Cariocas participent au spectacle O encontro, qui se tient dans le club Au Bon Gourmet de Rio, en compagnie de Tom Jobim, Vinícius de Moraes et João Gilberto. Avec eux, ils interprètent un répertoire composé des plus grands succès de la bossa nova, parmi lesquels Samba do avião, Samba de Uma Nota Só, Só danço samba, Corcovado, Samba da bênção et Garota de Ipanema. À la suite de ce spectacle, Os Cariocas choisissent de se concentrer sur la bossa nova et enregistrent dans les années qui suivent plusieurs 33 tours dans ce style pour Philips. Les tournées se succèdent en Argentine, à Porto Rico et aux États-Unis, où ils enregistrent l'album Introducing the Cariocas. En couverture de l'album, Quincy Jones les définit comme « le premier quatuor vocal à mélanger les rythmes et les mélodies de bossa nova avec des harmonies de jazz moderne ». Lors de leur tournée suivante au Mexique, ils sont contraints de retourner au Brésil pour raisons médicales, et après avoir enregistré quatre programmes pour la télévision argentine, Os Cariocas décident de suspendre leurs activités musicales pour une période qui durera plus de vingt ans.
À la fin des années 1980, Os Cariocas réapparaissent dans le milieu musical par la volonté de Severino Filho qui voulait remettre la formation sur pied. Dans la décennie suivante, Os Cariocas enregistrent plusieurs albums et donnent des concerts dans tout le Brésil. À la fin des années 1990, Os Cariocas jouent en concert à Miami avec Leny Andrade, Roberto Menescal et Wanda Sá.
En 2001, ils enregistrent le disque Os Clássicos Cariocas, contenant des chansons des musiciens de bossa nova les plus représentatifs: Jobim, Vinicius de Moraes, Carlos Lyra, Marcos Valle, Roberto Menescal, Chico Buarque, Ronaldo Bôscoli . En 2004, le groupe vocal se produit sur scène avec Johnny Alf, João Donato, Carlos Lyra, Roberto Menescal, Wanda Sá, Leny Andrade, Eliane Elias, Marcos Valle et Bossacucanova dans le spectacle Bossa nova in concert. En 2010, Os Cariocas reçoivent le prix du meilleur groupe de Música Popular Brasileira pour le CD Nossa alma canta. En 2012, le groupe participe à l'émission Para sempre Tom Jobim aux côtés de Wanda Sá, et, l'année suivante, au festival Rio bossa nova avec Roberto Menescal et Joyce.
En 2015, l'actrice Lúcia Veríssimo, fille de Severino Filho et nièce d'Ismael Netto, a rendu hommage au groupe dans le film documentaire Eu, Meu Pai E Os Cariocas. L'année suivante, Severino décède.

## Membres
- Source : Dicionário Cravo Albin da Música Popular Brasileira[5]

Au cours des années, le groupe a subi plusieurs changements dans sa composition pour des raisons soit de santé, soit de décès, soit encore du choix d'un des membres de quitter la formation.
- Première formation amateur : Ismael Netto, Severino Filho, Ari Mesquita, Salvador, Tarqüínio
- Première formation officielle : Ismael Netto, Severino Filho, Badeco, Waldir Viviani, Quartera
- Deuxième formation : Hortensia Silva, Severino Filho, Badeco, Waldir Viviani, Quartera
- Troisième formation : Severino Filho, Badeco, Waldir Viviani, Quartera
- Quatrième formation : Severino Filho, Badeco, Luiz Roberto, Quartera
- Cinquième formation : Severino Filho, Badeco, Edson Bastos, Quartera
- Sixième formation : Severino Filho, Badeco, Elói Vicente, Quartera
- Septième formation : Severino Filho, Elói Vicente, Neil Carlos Teixeira, Quartera
- Huitième formation : Severino Filho, Elói Vicente, Neil Carlos Teixeira, Hernane Castro
- Neuvième formation : Severino Filho, Fabio Luna, Elói Vicente, Neil Carlos Teixeira [6]

## Discographie
- 1957 : Os Cariocas A Ismael Netto (Columbia)
- 1962 : A bossa dos Cariocas (Philips)
- 1963 : Mais bossa com Os Cariocas (Philips)
- 1964 : A grande bossa dos Cariocas (Philips)
- 1965 : Os Cariocas de quatrocentas bossas (Philips)
- 1965 : Introducing the Cariocas (Philips)
- 1966 : Artes & vozes (Philips)
- 1966 : Passaporte (Polydor)
- 1990 : Minha namorada (Som Livre)
- 1991 : Reconquistar (WEA)
- 1997 : A bossa brasileira (Estúdio Eldorado)
- 1997 : Amigo do rei - Tim Maia & Os Cariocas (Vitória Régia Music)
- 2002 : Os clássicos Cariocas (Albatroz Music)
- 2004 : Bossa Carioca (Sony Music)
- 2010 : Nossa Alma Canta (Guanabara Records)
- 2013 : Estamos aí (Biscoito Fino)
- 2015 : Um Encontro No Au Bon Gourmet (Recorded live in 1962) - Tom jobim, Vinicius de Moraes, João Gilberto, Os Cariocas (Doxy)